# Polígon de Montbau
El Polígon de Montbau és un conjunt arquitectònic situat al barri del mateix nom de Barcelona, inclòs a l'Inventari del Patrimoni Arquitectònic de Catalunya. És un dels primers exemples dels esforços que es van dur a terme per tornar a sintonitzar amb l'arquitectura internacional d'avantguarda. La zona estava fins llavors poc habitada, però des del 1958 es va iniciar la urbanització de manera planificada per tal de cobrir les necessitats d'habitatges per acollir la immigració de la postguerra. El resultat és un nucli amb identitat pròpia que, gràcies a un bon projecte arquitectònic, resol molts dels problemes bàsics de l'habitatge del moment.

## Història i descripció
A la dècada del 1950, el Patronat Municipal de l'Habitatge (PMH) pretenia crear entorns urbans complets, diferenciats de la resta de la trama circumdant. Però Barcelona disposava de pocs terrenys de titularitat pública de gran superfície i els únics disponibles es trobaven als afores. El lloc triat, la falda de Collserola, permetia connectar la ciutat i la muntanya.amb edificis aïllats i segregació de circulació de vianants i vehicles. El polígon s'organitza mitjançant una gran rambla i un eix transversal, al voltant dels quals es distribueixen tots els blocs d'habitatge, de diferents alçades i que creen un joc volumètric respectant l'assolellament de tots els habitatges de tipologies diverses. Les plantes baixes es converteixen en espais comercials. El programa constructiu es basa en habitatges de 2, 3, 4 i 5 habitacions, agrupats en torres, blocs i cases unifamiliars.
Coincidint amb les dates de realització del projecte, el 1957 va tenir lloc a Alemanya un Congrés de tècnics municipals en el que participen alguns membres del PMV. Els assistents van visitar la Interbau i d'altres àrees de reconstrucció de postguerra, espais que els van servir com a font d'inspiració per a la realització de Montbau. No obstant això, l'execució del pla fou el resultat d'un gran esforç de planificació urbanística que organitzà 31,7 ha per a ubicar-hi 1.809 habitatges i acollir 8.140 nous habitants.
El projecte inicial va ser redactat pels arquitectes Xavier Subias, Pedro López Iñigo i Guillem Giráldez. Així i tot, el 1962 va ser retocat pels arquitectes, Iñigo López i Soteras, a més de Manel Baldrich, Bonet i Castellana, els quals van fixar un teixit urbà més tancat, amb places rectangulars delimitades per blocs. Pel que fa a les cases del conjunt superior, aquestes van ser dissenyades per Joan Bosch. El 1963 es va celebrar un concurs, després que Le Corbusier rebutgés l'encàrrec, per a construir l'església de Sant Jeroni de Montbau, guanyat p els arquitectes Vayreda i Montguió.